# Гордієнко Тарас Іванович
Тарас Іванович Гордієнко (позивний — Клуні; 4 липня 1972, Вільне, Волноваський район, Донецька область, Українська РСР, СРСР — 14 березня 2022, під Докучаєвськом, Кальмуіський район, Донецька область, Україна) — український колабораціоніст із Росією, бойовик терористичної організації ДНР.

## Біографія
2014 року вступив в незаконне збройне формування Козацький Союз «Область Війська Донського» (рос. Казачий Союз «Область Войска Донского» (КСОВД)), очолив взвод батальйону «Восток», потім — батальйон «Б-2». Після розпуску КСОВД загін Гордієнко був включений в так звану «Республіканську гвардію», а восени того ж року розформований. В 2015 році МВС України оголосило Гордієнка в розшук за статтею 258-3 Кримінального кодексу України (Створення терористичної групи чи терористичної організації). 30 жовтня 2015 року заарештований «МДБ ДНР». 5 квітня 2016 року звільнений. Загинув під час наступу на Маріуполь. Останні звання і посада — «лейтенант Народної міліції ДНР» і командир 1-го розвідувального взводу розвідувальної роти військової частини 08891.

## Нагороди
- Звання «Герой Донецької Народної Республіки» (13 квітня 2022, посмертно)
- Інші нагороди «ДНР»